# Plastau
Plastau ist eine Ortschaft der Stadt Wittingen im niedersächsischen Landkreis Gifhorn.

## Geographie

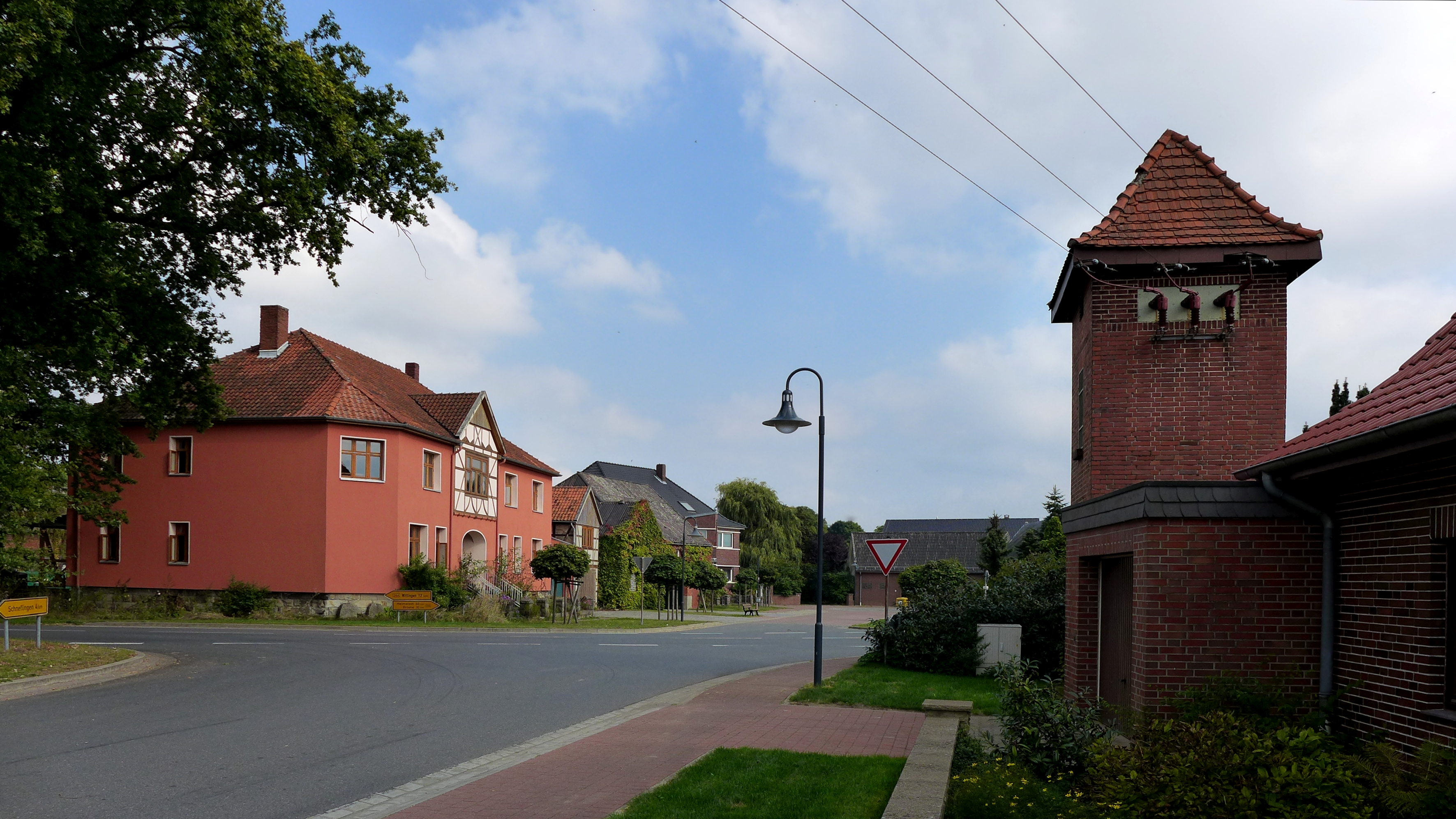
Dorfmitte

Plastau liegt zwei Kilometer nördlich von Radenbeck und zwei Kilometer südlich von Zasenbeck im Landkreis Gifhorn. Bis zur Grenze nach Sachsen-Anhalt sind es ebenfalls rund zwei Kilometer. Plastau hat 41 Einwohner (Stand 2017).

## Geschichte
Am 1. März 1974 kam die Gemeinde Plastau zur Gemeinde Ohrdorf, die genau einen Monat später Teil der Stadt Wittingen wurde.

## Politik
Ortsvorsteher ist Eckhard Behn.

## Wirtschaft und Infrastruktur
Der Ort und die Umgebung sind landwirtschaftlich geprägt.

### Verkehr

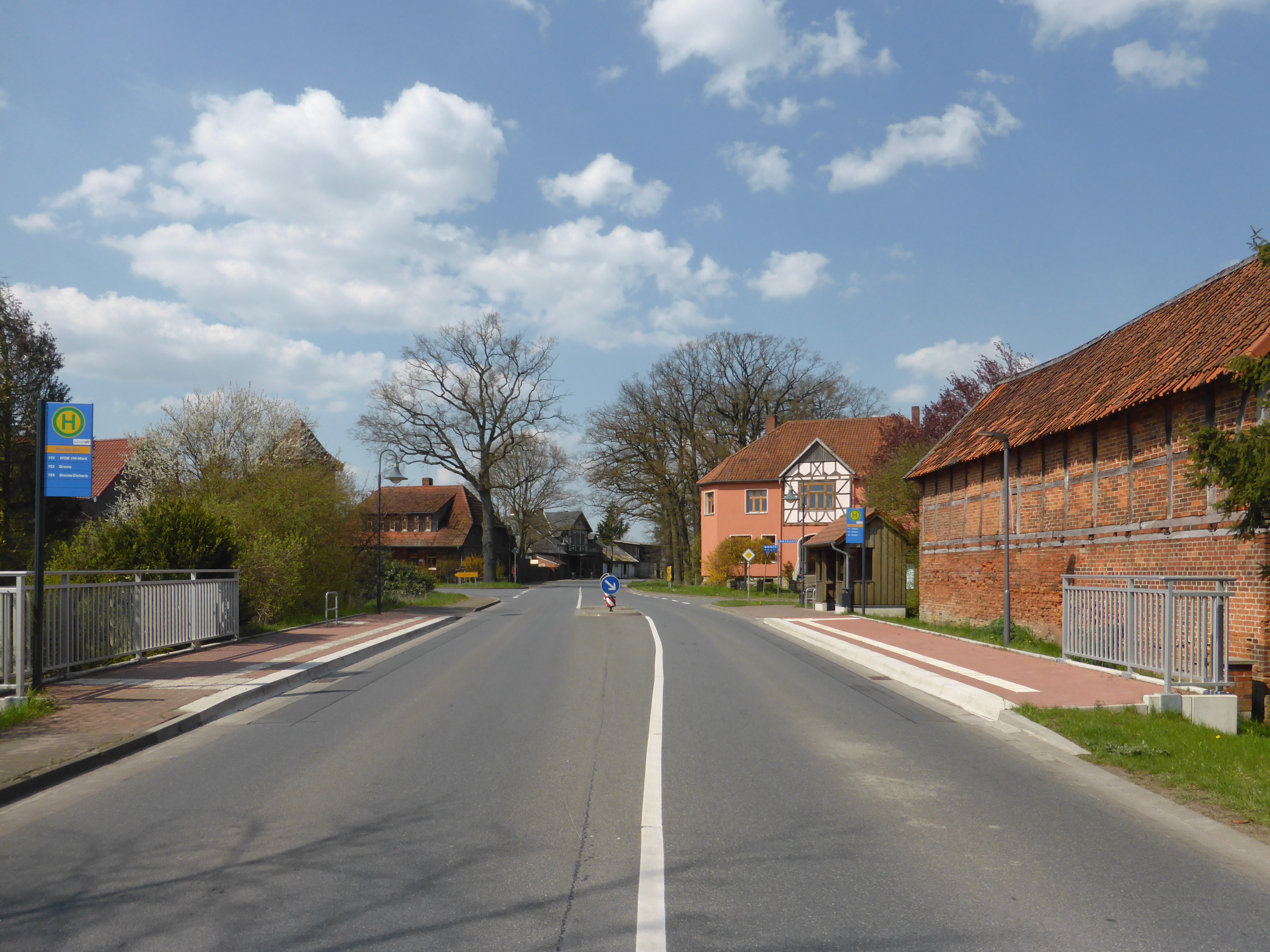
Bundesstraße 244 und Bushaltestelle in Plastau

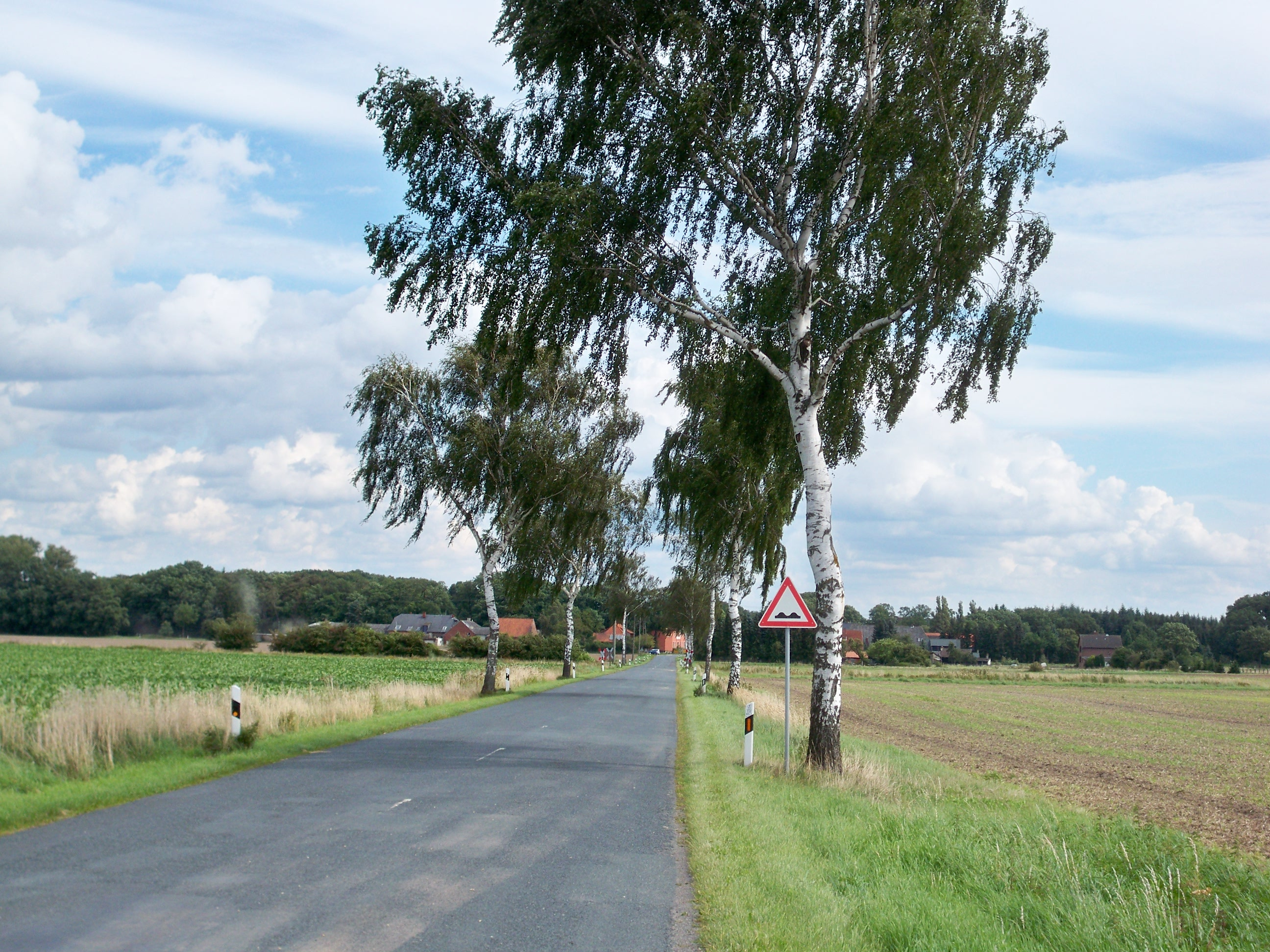
Kreisstraße 22 mit Blick auf den Bahnübergang und Plastau im Hintergrund

Plastau liegt an der Bundesstraße 244. Die Bundesstraße 244 verläuft im Norden über Zasenbeck, Wittingen und Hankensbüttel bis zur Bundesstraße 4 beim Großen Kain. In südlicher Richtung führt die Bundesstraße 244 über Radenbeck, Brome, Helmstedt und Wernigerode bis nach Elbingerode in den Harz.
Die Kreisstraße 22 führt Richtung Westen nach Schneflingen. 
Die Straßen in Plastau tragen keine Straßennamen; die rund 14 Wohnhäuser von Plastau sind nummeriert.
Linienbusse fahren von Plastau über Zasenbeck bis nach Wittingen sowie über Radenbeck bis nach Brome.
Ein Haltepunkt an der 1909 eröffneten Bahnstrecke Wittingen–Rühen wurde 1974 aufgelassen; er befand sich rund 500 Meter westlich der Ortsmitte von Plastau an der Straße nach Schneflingen. Sein kleines Wartehäuschen wurde inzwischen abgerissen.